# Макс Кілман
Максимільян Вільям Кілман (англ. Maximilian William Kilman, нар. 23 травня 1997, Лондон, Велика Британія) — англійський футболіст українського походження, захисник клубу «Вест Гем Юнайтед».

## Ранні роки
Народився 1997 року в Лондоні, в історичному районі Челсі. Батьки Кілмана — українці, батько з Одеси, мати — з Києва. Крім англійської, володіє російською мовою.

## Клубна кар'єра
Кілман почав свою ігрову кар'єру в академії «Фулгема». Ще підлітком паралельно почав займатися футзалом. Згодом займався в академії «Джиллінгема». Перший професійний контракт підписав з клубом «Веллінг Юнайтед». Зіграв за «Веллінг» в одному матчі за Кубок Лондона. 2015 року перейшов до клубу «Мейденхед Юнайтед». Паралельно також продовжував виступи у футзалі, виступаючи за клуб «Елвесія», а також збірну Англії.
У серпні 2018 року перейшов до «Вулвергемптон Вондерерз». Спочатку Кілман виступав за молодіжну команду клубу. У квітні 2019 року головний тренер «Вулвергемптона» Нуну Ешпіріту Санту заявив, що «Макс на 100% інтегрований до складу першої команди… Я вбачаю в ньому дуже доброго гравця, якісного центрального захисника. Він великий, агресивний. Він ще має прогресувати, як й інші молоді футболісти, але ми дуже дуже задоволені ним». 4 травня Кілман дебютував за головну команду «Вулвергемптона», вийшовши на заміну в матчі Прем'єр-ліги проти «Фулгема». Він став першим гравцем, який пройшов шлях від напівпрофесійного клубу до Прем'єр-ліги без оренд з часів Кріса Смоллінга, який в свою чергу перейшов з «Мейдстоун Юнайтед» до «Фулгема» 2008 року. В єврокубках дебютував 15 серпня 2019 року матчем проти «Пюніка» в третьому кваліфікаційному раунді Ліги Європи.
25 вересня 2019 року Кілман дебютував у Кубку Англійської футбольної ліги, зігравши повні 90 хвилин у домашньому матчі третього раунду з «Редінгом», тоді «Вулвергемптону» вдалося перемогти суперника в серії пенальті (4:2) і вийти в наступний раунд.
У квітні 2020 року стало відомо про продовження контракту захисника з клубом до літа 2022 року. Тим не менш, у жовтні 2020 року «Вулвергемптон» оголосив, що футболіст підписав з клубом угоду до літа 2025 року..У 2023 році Макс став капітаном «Вулвергемптону».
6 липня 2024 року «Вест Гем Юнайтед» завершив підписання семирічного контракту з капітаном «Вулвергемптону» Максом за 40 мільйонів фунтів стерлінгів.

## Виступи за збірну
Кілман виступав за Національну збірну Англії з футзалу з 2015 по 2018 рік, зігравши 25 матчів.
2021 року УАФ зробила запит до ФІФА про зміну футбольного громадянства для Кілмана на українське, однак ФІФА відмовила українській стороні, пояснюючи, що футболіст заграний за збірну Англії з футзалу, тому міжнародну кар'єру може продовжити лише за збірні цієї країни.